# Русское Маскино
Русское Маскино — село Краснослободского района Республики Мордовия в составе Красноподгорного сельского поселения. 

## География
Находится на левом берегу реки Мокша на расстоянии примерно 8 километра по прямой на север от районного центра города Краснослободск.

## История
Упоминается с 1604 года. В XIX веке было приписано к Авгурскому чугуноплавильному  заводу. На 1894 год учтено 165 дворов и 1052 жителя. В советское время работали колхозы «Новый Свет» и «Свободный труд».

## Население
Постоянное население составляло 381 человек (русские 92%) в 2002 году, 330 в 2010 году .